# Trentepohlia (Paramongoma) geniculata
Trentepohlia (Paramongoma) geniculata is een tweevleugelige uit de familie steltmuggen (Limoniidae). De soort komt voor in het Neotropisch gebied.